# Slinfold
Slinfold est une petite ville et une paroisse civile, située dans le comté du Sussex de l'Ouest dans le Sud de l'Angleterre. Sur son territoire se trouve la source occidentale de l'Adur, un fleuve côtier qui se jette dans la Manche à Shoreham-by-Sea.

## Source
- (en) Cet article est partiellement ou en totalité issu de l’article de Wikipédia en anglais intitulé « Slinfold » (voir la liste des auteurs).